# Illustrations of Orchidaceous Plants
Illustrations of Orchidaceous Plants (abreviado Ill. Orch. Pl.) es un libro ilustrado con descripciones botánicas que fue editado conjuntamente por Franz Andreas Bauer & John Lindley. Fue publicado en 4 partes en los años 1830-1838.

## Publicación
- Part 1, Nov-Dec 1830;
- part 2, 1832;
- part 3, 1834;
- part 4, 21 Oct-31 Dec 1838